# Ferreira do Zêzere (freguesia)
Ferreira do Zêzere es una freguesia portuguesa del concelho de Ferreira do Zêzere, con 34,99 km² de superficie y 2.156 habitantes (2001). Su densidad de población es de 61,6 hab/km².